# Борна (кнез)
Борна је био српски кнез Гудушчана и Тимочана (лат.Ladasclavus) вазал Франачке, поменут у Аналима франачких краљева (лат. Annales regni Francorum) у 9. веку, а од 818. до 821.године кнез Далмације и Лабурније. Носио је титуле кнеза Гудушчана 818. године, кнеза Далмације 819. године и кнеза Далмације и Либурније 821. године. Историографија га помиње и као владара Приморске Хрватске, иако га савремени извори тако не ословљавају. Његова владавина је вероватно сезала од 810. до 821. године.
Први пут се помиње у ,,лат. Gesta Francorum“ илити ,,Франачким аналима“, средњовековном извору из 9. века писца Ајнхарда. Године 818., бележећи како су два словенска посланства ступила пред цара Лудовика II жалећи се на Бугаре, он у наставку износи да су то били “лат. ” (посланици Браничеваца и Борне, кнеза Гудушчана и Тимочана, који су недавно из заједнице с Бугарима отпали и у наше крајеве прешли).
Борна, Тимочанин, био је заједнички кнез Гудушчанаца и Тимочана. Гудушчанци су српско племе тада настањено у долини реке Пек. Име су добили по античком граду Guduscum, данашње Кучево, чији се слабо истражени остаци налазе недалеко од данашње варошице Кучева, на супротној страни Пека, при ушћу речице Кучајне. Темељи грађевина овог града, зидани од опеке и камена, протежу се дуж Пека дужином од 4 километра.

## Ратови против Људевита
Кад је цара Карла Великог 814. наследио Луј I Побожни, у Панонској кнежевини владао је кнез Људевит Посавски. Како Луј није имао јаку власт над својим племством, фурлански маркгроф Кадолах, проваљивао је и пустошио на подручју панонских Словена. Након неуспешне жалбе Лују 818. године, а на подстицај Византије, Људевит је подигао устанак против франачке власти. Иако су му се придружили Словенци и Тимочани, Борна то није учинио, зато што му је била потребна франачка заштита у односу на Византију. У сукобу с Људевитом на Купи 819, Гачани су напустили Борну, променили страну и придружили се Људевиту. Борна је извукао живу главу само захваљујући својој личној стражи. Побуну Гачана против Борне водио је Људевитов таст Драгомуж. Но, на повратку из битке, Борна је поново успео да покори Гачане и да учврсти власт. Године 820. Борна је прво послао изасланство, а онда и лично отишао франачком цару како би се договорили о будућим корацима против Људевита. Сукоби су се наставили све до 822. када је Људевит био присиљен на бег. У јеку тих борби 821. Борна је убијен.

## Контроверзе
Иако се у примарним историјским изворима нигде не помиње као хрватски кнез, хрватски историчар Томислав Раукар га сматра првим хрватским кнезом чије је име записано у историјским изворима. Неки историчари такође сматрају да је Борна иста особа као кнез Порга ког помиње Константин VII Порфирогенит у свом делу De administrando imperio.